# دانييل دا موتا
دانييل دا موتا ألفيس (بالفرنسية: Daniel da Mota)‏ (مواليد 11 سبتمبر 1985 في إتلبروك) هو لاعب كرة قدم لوكسمبورغي من أصل برتغالي يلعب حالياً لصالح نادي إف.91 دوديلانغ. يجيد اللعب في خط الهجوم.

## أهداف دولية
| # | موعد           | مكان      | الخصم            | الحصيلة | النتيجة | المسابقة                          |
| - | -------------- | --------- | ---------------- | ------- | ------- | --------------------------------- |
| 1 | 9 فبراير 2011  | لوكسمبورغ | سلوفاكيا         | 2–1     | فوز     | مباراة ودية                       |
| 2 | 7 سبتمبر 2012  | لوكسمبورغ | البرتغال         | 1–2     | خسارة   | تصفيات كأس العالم لكرة القدم 2014 |
| 3 | 11 سبتمبر 2012 | بلفاست    | أيرلندا الشمالية | 1–1     | تعادل   | تصفيات كأس العالم لكرة القدم 2014 |

## وصلات خارجية
- دانييل دا موتا على موقع الاتحاد الدولي (مؤرشف)  (الإنجليزية)
- دانييل دا موتا على موقع الاتحاد الأوربي (الإنجليزية)
- دانييل دا موتا على موقع قاعدة بيانات كرة القدم.إي يو (الإنجليزية)
- دانييل دا موتا على موقع ناشيونال فوتبول تيمز (الإنجليزية)
- دانييل دا موتا على موقع Soccerway.com (الإنجليزية)
- دانييل دا موتا على موقع عالم كرة القدم.نت (الإنجليزية)
- دانييل دا موتا على موقع AS.com (الإسبانية)
- احصائيات اللاعب - الفيفا
- احصائيات اللاعب - فرق كرة القدم الوطنية